# Újezd u Sezemic
Újezd u Sezemic – wieś i gmina w Czechach, w powiecie Pardubice, w kraju pardubickim. 1 stycznia 2014 liczyła 151 mieszkańców.